# Marianas Trench
I Marianas Trench sono un gruppo musicale pop rock canadese attivo dal 2001 e originario di Vancouver. Il loro nome deriva da quello della fossa delle Marianne.

## Stile musicale
Lo stile del gruppo è stato descritto come pop punk, pop rock, symphonic rock, emo pop, funk, pop, elettropop e hard rock,.

## Formazione

### Formazione attuale
- Josh Ramsay – voce, chitarra ritmica, pianoforte, tastiere, flicorno soprano, programmazione
- Matt Webb – chitarra, cori, pianoforte, tastiere, trombone, programmazione
- Mike Ayley – basso, cori, tromba
- Ian Casselman – batteria, percussioni, cori, sassofono

### In tour
- Royce Whittaker – chitarra solista, chitarra ritmica, tastiere, percussioni, programmazione

## Discografia

### Album in studio
- 2006 – Fix Me
- 2009 – Masterpiece Theatre
- 2011 – Ever After
- 2015 – Astoria
- 2019 – Phantoms
- 2024 – Haven

### Album dal vivo
- 2022 – Live at the Rave Milwaukee

### EP
- 2002 – Marianas Trench
- 2013 – Face the Music
- 2015 – Something Old / Something New

## Videografia

### Album video
- 2010 – Masterpiece Theatre: Director's Cut